# Харрис, Гарриет Сэнсом
Га́рриет Сэ́нсом Ха́ррис (англ. Harriet Sansom Harris; род. 8 января 1955, Форт-Уэрт, Техас, США) — американская актриса театра, кино и телевидения, лауреат премии «Тони» в 2002 году за выступление в мюзикле «Весьма современная Милли», а также лауреат престижной премии «Драма Деск». Известна своими характерными периодическими ролями Фелиции Тиллман в телесериале «Отчаянные домохозяйки» и Беббе Глейзер из сериала «Фрейзер».

## Биография
Гарриет Сэнсом Харрис родилась в Форт-Уэрте, штат Техас, она переехала в Нью-Йорк где училась в Джульярдской школе. После окончания она выступала в театрах. Она играла роли в таких постановках как «Ромео и Джульетта», «Король Лир», «Антигона» и «Мамаша Кураж и её дети», где её партнером выступала Фрэнсис Конрой.
Она много работала за пределами Бродвея, в том числе в 1989 году выступила в независимой постановке What a Man Weighs. Её заметный прорыв произошёл в фильме «Джеффри», где она была единственной женщиной. После этого её стали приглашать сниматься в кино и на телевидении. Она появилась в качестве гостя во многих известных шоу, таких как «Говорящая с призраками», «Элли Макбил», «Клиент всегда мёртв» и других. В девяностых она снялась в главных ролях в нескольких сериалах, но они не имели большого успеха.
Она снялась в мини-сериале 2006 года «Потерянная комната». С 2005 года она активно работает на Бродвее, она выступала в нескольких весьма успешных постановках в главных ролях. В 2007 году она вместе с Кристин Барански играла в мюзикле Mame, в «Кеннеди-центре». Спустя год она исполняла роль в мюзикле Cry-Baby, за который получила номинацию на премию «Тони».

## Избранная фильмография
| Год       |    | Русское название                         | Оригинальное название             | Роль                        |
| --------- | -- | ---------------------------------------- | --------------------------------- | --------------------------- |
| 1991—1992 | с  | Закон и порядок                          | Law & Order                       | Шейла                       |
| 1993      | с  | Секретные материалы                      | The X-Files                       | Салли Кендрик               |
| 1994—1995 | с  | Пять миссис Бьюкэнан                     | The 5 Mrs. Buchanans              | Вивиан Бьюкэнан             |
| 1996      | ф  | Ромео + Джульетта                        | Romeo + Juliet                    | Сьюзан Сантандьяго          |
| 1998      | с  | Элли Макбил                              | Ally McBeal                       | Шэрил Боннер                |
| 2000      | ф  | Сестричка Бетти                          | Nurse Betty                       | Эллен                       |
| 2000      | ф  | Помни                                    | Memento                           | миссис Дженкинс, жена Сэмми |
| 2002      | с  | Клиент всегда мёртв                      | Six Feet Under                    | Кэтрин Коллинз              |
| 2003—2004 | с  | Все относительно                         | It's All Relative                 | Одри О'Нил                  |
| 1993—2004 | с  | Фрейзер                                  | Frasier                           | Бэбе Глэйзер                |
| 2004      | с  | Пять близнецов                           | Quintuplets                       | мисс Хэнтсчел               |
| 2004      | с  | C.S.I.: Место преступления               | CSI: Crime Scene Investigation    | Ева                         |
| 2005      | ф  | Если свекровь — монстр                   | Monster-in-Law                    | психотерапевт               |
| 2005      | с  | Сильное лекарство                        | Strong Medicine                   | Барбара Кертис, заведующая  |
| 2005      | с  | Секс, любовь и тайны                     | Sex, Love & Secrets               | Дюла                        |
| 2005—2011 | с  | Отчаянные домохозяйки                    | Desperate Housewives              | Фелиция Тиллман             |
| 2006      | с  | Помогите мне помочь вам                  | Help Me Help You                  | мама Дэйва                  |
| 2006      | с  | Говорящая с призраками                   | Ghost Whisperer                   | Мэрилин Мандэвилл           |
| 2006      | с  | Потерянная комната                       | The Lost Room                     | Маргарет Милн               |
| 2009      | ф  | Лунная серенада                          | Moonlight Serenade                | Анжелика Вебстер            |
| 2010      | мс | Американский папаша!                     | American Dad!                     | миссис Рейган               |
| 2011      | с  | Танцевальная лихорадка!                  | Shake It Up                       | доктор Пеппер               |
| 2018      | с  | Американская история ужасов: Апокалипсис | American Horror Story: Apocalypse | Мэделин                     |